# Olympische Sommerspiele 2020/Tennis
Bei den Olympischen Spielen 2020 in Tokio wurden vom 24. Juli bis 1. August 2021 fünf Wettbewerbe im Tennis ausgetragen. Diese umfassten jeweils ein Einzel für Damen und Herren sowie Doppelkonkurrenzen für Damen, Herren und ein Mixed. Die Wettbewerbe fanden im Ariake Tennis Park auf Hartplatz statt.

## Zeitplan
| Wettbewerbe    | Juli | Juli | Juli | Juli | Juli | Juli | Juli | Juli | Aug. |
| Wettbewerbe    | 24.  | 25.  | 26.  | 27.  | 28.  | 29.  | 30.  | 31.  | 1.   |
| -------------- | ---- | ---- | ---- | ---- | ---- | ---- | ---- | ---- | ---- |
| Herreneinzel   |      |      |      |      |      |      |      |      |      |
| Dameneinzel    |      |      |      |      |      |      |      | /    |      |
| Damendoppel    |      |      |      |      |      |      |      |      |      |
| Herrendoppel   |      |      |      |      |      |      | /    |      |      |
| Mixed          |      |      |      |      |      |      |      |      |      |
| Entscheidungen | 0    | 0    | 0    | 0    | 0    | 0    | 1    | 4    | 3    |

|  | 1. Runde bis Halbfinale | / | Medaillenentscheidung |

## Bilanz

### Medaillenspiegel
| Platz  | Land        | Gold | Silber | Bronze | Gesamt |
| ------ | ----------- | ---- | ------ | ------ | ------ |
| 1      | ROC         | 1    | 2      | –      | 3      |
| 2      | Kroatien    | 1    | 1      | –      | 2      |
| 2      | Schweiz     | 1    | 1      | –      | 2      |
| 2      | Tschechien  | 1    | 1      | –      | 2      |
| 5      | Deutschland | 1    | –      | –      | 1      |
| 6      | Australien  | –    | –      | 1      | 1      |
| 6      | Brasilien   | –    | –      | 1      | 1      |
| 6      | Neuseeland  | –    | –      | 1      | 1      |
| 6      | Spanien     | –    | –      | 1      | 1      |
| 6      | Ukraine     | –    | –      | 1      | 1      |
| Gesamt | Gesamt      | 5    | 5      | 5      | 15     |

### Medaillengewinner
| Disziplin    | Gold                                            | Silber                                  | Bronze                                 |
| ------------ | ----------------------------------------------- | --------------------------------------- | -------------------------------------- |
| Herreneinzel | Alexander Zverev (GER)                          | Karen Chatschanow (ROC)                 | Pablo Carreño Busta (ESP)              |
| Dameneinzel  | Belinda Bencic (SUI)                            | Markéta Vondroušová (CZE)               | Elina Switolina (UKR)                  |
| Herrendoppel | KroatienMate Pavić Nikola Mektić                | KroatienMarin Čilić Ivan Dodig          | NeuseelandMarcus Daniell Michael Venus |
| Damendoppel  | TschechienBarbora Krejčíková Kateřina Siniaková | SchweizBelinda Bencic Viktorija Golubic | BrasilienLaura Pigossi Luisa Stefani   |
| Mixed        | ROCAnastassija Pawljutschenkowa Andrei Rubljow  | ROCJelena Wesnina Aslan Karazew         | AustralienAshleigh Barty John Peers    |

## Ergebnisse

### Herren

#### Einzel
| Platz | Land        | Spieler             |
| ----- | ----------- | ------------------- |
| 1     | Deutschland | Alexander Zverev    |
| 2     | ROC         | Karen Chatschanow   |
| 3     | Spanien     | Pablo Carreño Busta |
| 4     | Serbien     | Novak Đoković       |
| 5     | Frankreich  | Ugo Humbert         |
| 5     | Japan       | Kei Nishikori       |
| 5     | ROC         | Daniil Medwedew     |
| 5     | Frankreich  | Jérémy Chardy       |

#### Doppel
| Platz | Land               | Spieler                             |
| ----- | ------------------ | ----------------------------------- |
| 1     | Kroatien           | Mate Pavić Nikola Mektić            |
| 2     | Kroatien           | Marin Čilić Ivan Dodig              |
| 3     | Neuseeland         | Marcus Daniell Michael Venus        |
| 4     | Vereinigte Staaten | Austin Krajicek Tennys Sandgren     |
| 5     | Kolumbien          | Juan Sebastián Cabal Robert Farah   |
| 5     | Großbritannien     | Andy Murray Joe Salisbury           |
| 5     | Deutschland        | Jan-Lennard Struff Alexander Zverev |
| 5     | Japan              | Ben McLachlan Kei Nishikori         |

### Damen

#### Einzel
| Platz | Land       | Spielerin                    |
| ----- | ---------- | ---------------------------- |
| 1     | Schweiz    | Belinda Bencic               |
| 2     | Tschechien | Markéta Vondroušová          |
| 3     | Ukraine    | Elina Switolina              |
| 4     | Kasachstan | Jelena Rybakina              |
| 5     | Italien    | Camila Giorgi                |
| 5     | Spanien    | Paula Badosa                 |
| 5     | ROC        | Anastassija Pawljutschenkowa |
| 5     | Spanien    | Garbiñe Muguruza             |

#### Doppel
| Platz | Land               | Spielerinnen                          |
| ----- | ------------------ | ------------------------------------- |
| 1     | Tschechien         | Barbora Krejčíková Kateřina Siniaková |
| 2     | Schweiz            | Belinda Bencic Viktorija Golubic      |
| 3     | Brasilien          | Laura Pigossi Luisa Stefani           |
| 4     | ROC                | Weronika Kudermetowa Jelena Wesnina   |
| 5     | Australien         | Ashleigh Barty Storm Sanders          |
| 5     | Ukraine            | Ljudmyla Kitschenok Nadija Kitschenok |
| 5     | Vereinigte Staaten | Bethanie Mattek-Sands Jessica Pegula  |
| 5     | Australien         | Ellen Perez Samantha Stosur           |

### Mixed
| Platz | Land         | Spieler/in                                  |
| ----- | ------------ | ------------------------------------------- |
| 1     | ROC          | Anastassija Pawljutschenkowa Andrei Rubljow |
| 2     | ROC          | Jelena Wesnina Aslan Karazew                |
| 3     | Australien   | Ashleigh Barty John Peers                   |
| 4     | Serbien      | Nina Stojanović Novak Đoković               |
| 5     | Japan        | Ena Shibahara Ben McLachlan                 |
| 5     | Griechenland | Maria Sakkari Stefanos Tsitsipas            |
| 5     | Polen        | Iga Świątek Łukasz Kubot                    |
| 5     | Deutschland  | Laura Siegemund Kevin Krawietz              |

## Stuhlschiedsrichter
Insgesamt wurden 25 Stuhlschiedsrichter nominiert. Sie kamen in allen Wettbewerben zum Einsatz. Die 40 Einsätze der Stuhlschiedsrichter ab Viertelfinale sind in Klammern, Medaillenspiele fett gekennzeichnet.
- Manuel Absolu (Halbfinale Herrendoppel, Viertelfinale Herrendoppel)
- Louise Azemar Engzell (Spiel um Platz 3 Damendoppel, Halbfinale Dameneinzel)
- Robert Balmforth (Halbfinale Mixeddoppel, Viertelfinale Herrendoppel)
- Carlos Bernardes
- Miriam Bley (Halbfinale Damendoppel, Viertelfinale Damendoppel)
- John Blom (Spiel um Platz 3 Herrendoppel, Viertelfinale Herreneinzel)
- Jaume Campistol (Finale Mixeddoppel, Halbfinale Herreneinzel)
- Adelka Cinko (Viertelfinale Damendoppel)
- Damien Dumusois (Finale Herrendoppel, Viertelfinale Herreneinzel, Viertelfinale Damendoppel)
- Mohamed El Jennati
- Nico Helwerth (Spiel um Platz 3 Herreneinzel, Viertelfinale Mixeddoppel)
- Alison Hughes (Finale Herreneinzel, Viertelfinale Herrendoppel)
- Timo Janzen (Viertelfinale Mixeddoppel)
- Emmanuel Joseph (Halbfinale Dameneinzel)
- James Keothavong (Spiel um Platz 3 Mixeddoppel, Halbfinale Herreneinzel)
- Julie Kjendlie (Finale Damendoppel, Viertelfinale Dameneinzel)
- Katarzyną Radwan-Cho (Halbfinale Damendoppel, Viertelfinale Dameneinzel)
- Carlos Ramos (Halbfinale Herrendoppel)
- Christian Rask (Viertelfinale Mixeddoppel, Viertelfinale Herrendoppel)
- Alexandre Robein
- Thomas Sweeney (Viertelfinale Mixeddoppel, Viertelfinale Damendoppel)
- Kelly Thomson (Halbfinale Mixeddoppel, Viertelfinale Dameneinzel)
- Aurélie Tourte (Viertelfinale Herreneinzel)
- Marijana Veljović (Finale Dameneinzel, Viertelfinale Herreneinzel)
- Zhang Juan (Spiel um Platz 3 Dameneinzel, Viertelfinale Dameneinzel)

## Qualifikation
Pro NOK durften maximal je sechs Damen und Herren teilnehmen. Im Einzel starteten 64 Athleten, im Damen- und Herren-Doppel 32 Paare und im Mixed-Doppel 16 Paare. Im Einzel durften maximal vier Athleten pro Land und Geschlecht eingesetzt werden, in den Doppeln maximal zwei Paare pro Land und Geschlecht.
Die Qualifikationskriterien galten für Damen und Herren. 56 der 64 Einzelstarter und 24 der 32 Doppelpaare qualifizierten sich direkt über die Weltrangliste zum Stichtag 8. Juni 2020.
Folgende Nationen sicherten sich Quotenplätze.
| Nation             | Männer | Männer | Frauen | Frauen | Mixed  | Quotenplätze |
| Nation             | Einzel | Doppel | Einzel | Doppel | Doppel | Quotenplätze |
| ------------------ | ------ | ------ | ------ | ------ | ------ | ------------ |
| Ägypten            | 1      |        | 1      |        |        | 2            |
| Argentinien        | 4      | 2      | 1      |        |        | 7            |
| Australien         | 1      | 2      | 3      | 2      | 1      | 9            |
| Belgien            |        | 1      | 2      | 1      |        | 4            |
| Bolivien           | 1      |        |        |        |        | 1            |
| Brasilien          | 2      | 1      |        | 1      | 1      | 5            |
| Chile              | 1      |        |        |        |        | 1            |
| China              |        |        | 2      | 2      |        | 4            |
| Chinesisch Taipeh  | 1      |        |        | 2      |        | 3            |
| Deutschland        | 4      | 2      | 3      | 1      | 1      | 11           |
| Estland            |        |        | 1      |        |        | 1            |
| Frankreich         | 4      | 2      | 4      | 2      | 2      | 14           |
| Georgien           | 1      |        |        |        |        | 1            |
| Griechenland       | 1      |        | 1      |        | 1      | 3            |
| Großbritannien     | 2      | 2      | 1      |        |        | 5            |
| Indien             | 1      |        |        | 1      |        | 2            |
| Italien            | 4      | 1      | 3      |        |        | 8            |
| Japan              | 4      | 2      | 3      | 2      | 1      | 12           |
| Kanada             | 1      |        | 1      | 1      | 1      | 4            |
| Kasachstan         | 2      | 1      | 4      |        | 1      | 8            |
| Kolumbien          | 1      | 1      | 1      |        |        | 3            |
| Kroatien           | 1      | 2      | 1      | 1      | 1      | 5            |
| Lettland           |        |        | 2      | 1      |        | 3            |
| Mexiko             |        |        | 1      | 1      |        | 2            |
| Neuseeland         |        | 1      |        |        |        | 1            |
| Niederlande        |        | 1      | 1      | 1      |        | 3            |
| Österreich         |        | 1      |        |        |        | 1            |
| Paraguay           |        |        | 1      |        |        | 1            |
| Peru               | 1      |        |        |        |        | 1            |
| Polen              | 2      | 1      | 2      | 1      | 1      | 7            |
| Portugal           | 2      | 1      |        | 1      |        | 4            |
| ROC                | 4      | 2      | 4      |        | 2      | 12           |
| Rumänien           |        |        | 1      | 1      |        | 2            |
| Schweden           |        |        | 1      |        |        | 1            |
| Schweiz            |        |        | 2      | 1      |        | 3            |
| Serbien            | 2      |        | 2      | 1      | 1      | 6            |
| Slowakei           | 2      | 1      |        |        |        | 3            |
| Spanien            | 4      | 2      | 4      | 2      |        | 12           |
| Südkorea           | 1      |        |        |        |        | 1            |
| Tschechien         | 1      |        | 4      | 2      |        | 7            |
| Tunesien           |        |        | 1      |        |        | 1            |
| Ukraine            |        |        | 2      | 2      |        | 4            |
| Ungarn             | 1      |        |        |        |        | 1            |
| Usbekistan         | 1      |        |        |        |        | 1            |
| Vereinigte Staaten | 4      | 2      | 3      | 2      | 2      | 13           |
| Belarus            | 2      | 1      | 1      |        |        | 4            |
| Gesamt: 46 NOKs    | 64     | 32     | 64     | 32     | 16     | 208          |